# Амуланга
«Амуланга» — радянський художній фільм 1987 року, знятий на кіностудії «Мосфільм».

## Сюжет
Наран, Бадма і Кермен приїхали в степ до чабанів, щоб допомогти їм під час весняного окоту овець. Старий чабан Мерген і його внучка Амуланга безумовно прийняли допомогу, але визнали більш важливим — допомогти цим лихим хлопцям подивитися на світ іншими, більш спокійними очима.

## У ролях
- Ірина Орусова — Амуланга
- Володимир Нахабцев — Наран
- Нурмухан Жантурін — дідусь Мерген, чабан
- Гульміра Римбаєва — Кермен
- Токон Дайирбеков — Бадма
- Євген Кагалтинов — Джамуха
- Наталія Арінбасарова — мати Нарана

## Знімальна група
- Режисер — Леонід Ясеницький
- Сценарист — Олег Манджиєв
- Оператор — Сергій Тараскін
- Композитор — Владислав Шуть
- Художники — Павло Ілишев, Валентин Поляков